# Thomas Hutter
Thomas Hutter (polnisch: Tomasz Hutter; * 28. Dezember 1696 in Weilheim (?); † um 1745 in Jarosław) war ein Lemberger Bildhauer, Maler und zeitweise Jesuit deutscher Abstammung.

## Leben und Werk
Über seine Herkunft gibt es keine sicheren Dokumente. Er kam aus Bayern, wahrscheinlich Weilheim. 1718 ist er in Krakau nachweisbar, wo er am 8. Dezember ins Jesuitenkloster eintrat. 1727 verließ er das Kloster und heiratete 1728 eine Bürgertochter aus Sandomierz. 1732 zog er nach Jarosław, richtete im Orsetti-Haus seine Werkstatt ein und nahm den Auftrag des Bischofs von Przemyśl Aleksander Antoni Fredro an, die Fassade der Pfarrkirche zu gestalten an. Aufgrund des baldigen Todes des Auftraggebers konnte er den Auftrag nicht zu Ende bringen. 1741 erhielt er das Bürgerrecht von Jarosław. Möglicherweise war Antoni Osiński sein Schüler.
Seine Arbeiten sind erhalten in:
- Marienbasilika in Rzeszów
- Fronleichnamskirche in Jarosław
- Andreaskirche in Lemberg
- Marienkathedrale in Lemberg
- Kathedrale in Tarnów
- Kathedrale in Przemyśl
- Dominikanerkloster in Łańcut, heute Pfarrkirche in Albigowa
- Palast Czyżów in Czyżów Szlachecki für den Kastellanen Aleksander Zaklika Czyżowski